# Abecedni seznam slovenskih vin
Abecedni seznam slovenskih vin.
- Barbera rdeče
- Barvarica rdeče
- Beli pinot belo
- Belokranjec	(zvrst)
- Bizeljčan, beli	(zvrst)
- Bizeljčan, rdeči	(zvrst)
- Cabernet franc rdeče
- Cabernet sauvignon rdeče
- Chardonnay (pogosto zamenjevan z belim burgundcem)	belo
- Cipro rdeče
- Cviček	(zvrst)
- Gamay rdeče
- Haložan	(zvrst)
- Janževec	(zvrst)
- Jeruzalemčan	(zvrst)
- Kapelčan	(zvrst)
- Kerner belo
- Klarnica belo
- Konjičan	(zvrst)
- Koprčan	(zvrst)
- Kraševec	(zvrst)
- Laški rizling belo
- Lendavčan	(zvrst)
- Ljutomerčan	(zvrst)
- Malvazija belo
- Mariborčan	(zvrst)
- Merlot rdeče
- Metliška črnina	(zvrst)
- Modra frankinja (frankovka)	rdeče
- Modra portugalka rdeče
- Modri pinot rdeče
- Muškat otonel belo
- Pekrčan	(zvrst)
- Pikolit belo
- Pinela belo
- Radgonska ranina belo
- Ranfol belo
- Rdeča kraljevina belo
- Rebula belo
- Refošk rdeče
- Renski rizling belo
- Ritoznojčan	(zvrst)
- Rizvanec belo
- Rumeni muškat belo
- Rumeni plavec belo
- Sauvignon belo
- Sivi pinot (rulandec)	belo
- Sremičan, beli	(zvrst)
- Sremičan, rdeči	(zvrst)
- Šentlovrenka rdeče
- Šipon belo
- Teran rdeče
- Teranton rdeče
- Točaj (do letnika 2004 imenovan furlanski tokaj)	belo
- Traminec belo
- Vandrijan	(zvrst)
- Verduc belo
- Vipavec	(zvrst)
- Virštanjčan	(zvrst)
- Vrtovčan	(zvrst)
- Zelen belo
- Zeleni silvanec belo
- Zweigelt rdeče
- Žametovka (žametna črnina ali tudi modra kavčina)	rdeče